# Sala conferenze

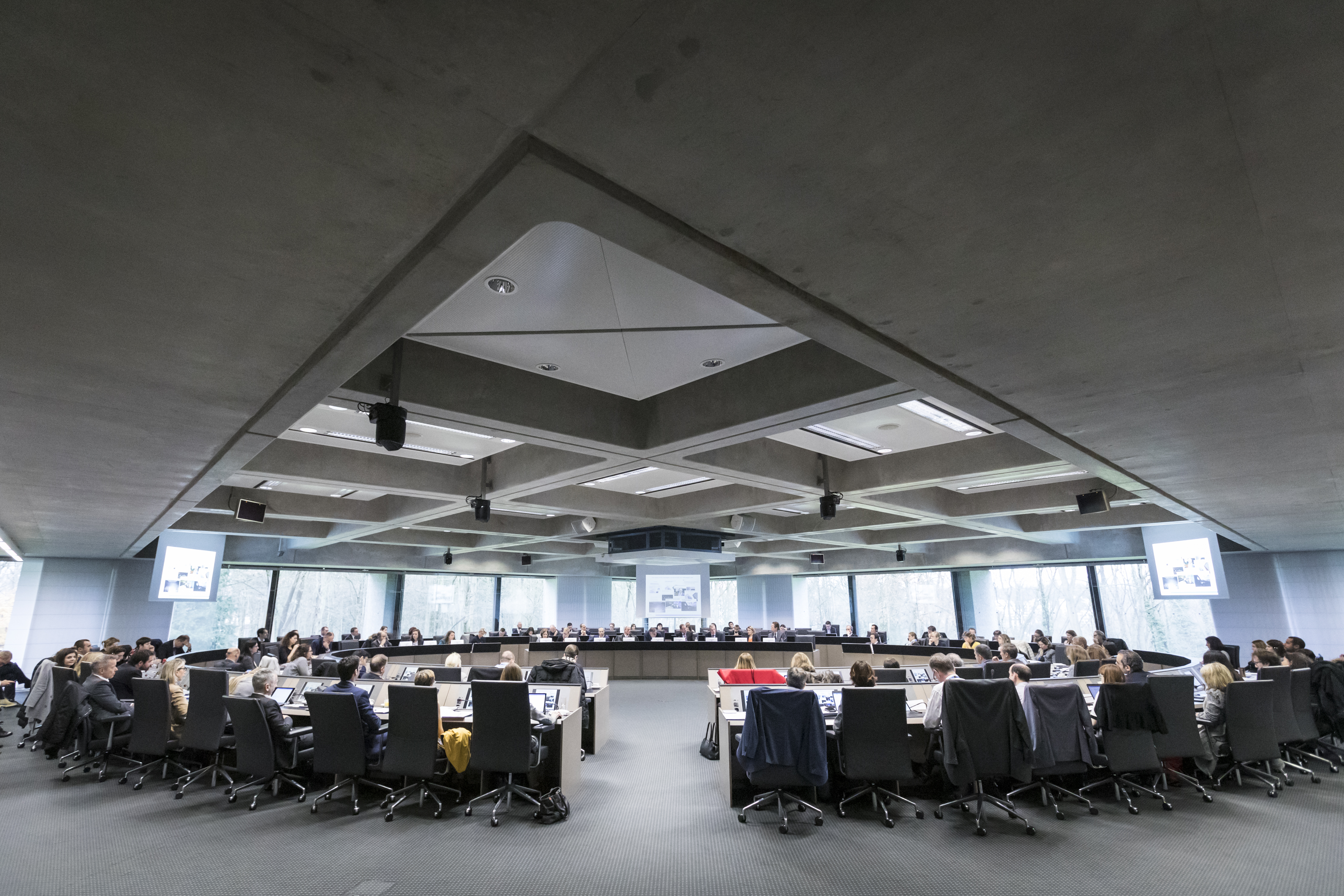
Sala conferenze nella Banca europea per gli investimenti, in Lussemburgo

Una sala conferenze, sala riunioni o sala congressi è una sala in cui vengono tenuti convegni e riunioni di lavoro.

## Caratteristiche
Le sale conferenze sono collocate all'interno di grandi alberghi, centri congressi, ospedali, e altri stabilimenti. Alcuni aeromobili sono dotati di una sala conferenze. Quando la sala dei convegni è sufficientemente grande da costituire una struttura a sé stante, essa si può identificare con il centro congressi (ne è un esempio la Bandaranaike Memorial International Conference Hall di Colombo, nello Sri Lanka).
All'interno di una sala conferenze si possono trovare, oltre ai mobili e alle lavagne luminose, un impianto di illuminazione, e di amplificazione. Alcune sale di questo tipo sono dotate di un software per la gestione degli appuntamenti.
In alcuni casi, le sale da concerto e le arene vengono usati per tenere delle conferenze.